# Olympe Gantin
Kpewedje Olympe Gantin (* 28. August 1992 in Covè) ist ein beninischer Fußballspieler.

## Karriere

### Verein
Olympe Gantin begann seine Laufbahn als Fußballprofi in seinem Heimatland Benin in der Spielzeit 2013/14 bei Mogas 90 FC. Mit seinem Wechsel zu AS Douanes Niamey, einem Club aus Niger, feierte er erste Erfolge: eine Meisterschaft (2014/15) und einen Pokalsieg (2016). Anschließend kehrte er für eine Spielzeit nach Benin zurück, um von Energie Sport FC nach Burkina Faso zum Verein ASFA-Yennenga Ouagadougou, wo er 2021 – in seiner vierten und bis dato letzten Spielzeit für den Club – einen Pokalsieg errang. Anschließend kehrte er erneut in sein Heimatland zurück, dieses Mal zu Loto FC.

### Nationalmannschaft
Für die A-Nationalmannschaft des Benin kam Gantin 2022 erstmals bei einem Spiel in der ersten Qualifikationsrunde zur Afrikanischen Nationenmeisterschaft zum Einsatz. In der Partie setzte sich Ghana mit 3:0 durch.

## Erfolge
Niger
- Nigrischer Meister: 2015
- Pokalsieger: 2016

Burkina Faso
- Pokalsieger: 2021